# 386056 Tauragė
386056 Tauragė è un asteroide della fascia principale. Scoperto nel 2007, presenta un'orbita caratterizzata da un semiasse maggiore pari a 2,3595840 au e da un'eccentricità di 0,1917590, inclinata di 2,37695° rispetto all'eclittica. Ha un periodo di rotazione di 5,39 ore.
L'asteroide era stato inizialmente battezzato 386056 Taurage per poi essere corretto nella denominazione attuale.
L'asteroide è dedicato all'omonima città lituana.